# Oltremontani
Los Oltremontani («los de más allá de los Alpes») eran los compositores de la escuela franco-flamenca que dominaron el panorama musical del norte de Italia a mediados del siglo XVI. El papel de los compositores oltremontani en las cortes ducales de Italia fue análogo al dominio en la corte española de la capilla flamenca y de otros compositores de la escuela franco-flamenca en Alemania y Francia.
En el ámbito sacro, las obras de los oltremontanos se asemejan al estilo Ars Perfecta de las generaciones anteriores en los Países Bajos, y a las de sus compatriotas en España y Alemania. Pero en el campo de la música profana, los Oltremontani, compositores flamencos en Italia, no tardaron en progresar y adaptar las formas vernáculas italianas. Fue en parte la «herencia nórdica» polifónica flamenca la que elevó la frottola y la villota autóctonas al madrigal a 4 y 5 voces de finales del Renacimiento y principios del Barroco, y sentó las bases para Marenzio, Monteverdi y Carlo Gesualdo. Los primeros madrigales a 3, 4 y 5 voces fueron escritos principalmente por compositores flamencos en Italia, como Philippe Verdelot, en Florencia, y Jacques Arcadelt, en Venecia, aunque la primera colección de madrigales, de 1530, también incluía obras de un italiano nativo, Costanzo Festa. El género madrigalístico fue retomado por Adrian Willaert, Cipriano de Rore, Giaches de Wert, Giovanni de Macque y, aunque radicado en Múnich, el fenómeno editorial paneuropeo que fue Orlando di Lasso.
El apogeo de la influencia de los Oltremontani puede situarse en la permanencia de los músicos flamencos Albertus Francigena (1485-1491), Petrus De Fossis (1491-1527) y Adrian Willaert (a partir de 1527) en el cargo preeminente de maestro di cappella de la basílica de San Marcos. Del mismo modo, el principio del declive de esta preeminencia queda marcado por la dimisión de Cipriano de Rore en 1565, quien cedió el puesto a Gioseffe Zarlino, con Andrea Gabrieli como organista, ambos discípulos de Willaert. A partir de entonces, los Países Bajos y el resto de Europa comenzarían a mirar a Italia como el nuevo epicentro de la innovación musical durante el siglo XVII.